# Statua di Caterina Campodonico
La statua di Caterina Campodonico è un monumento funebre che si trova a Genova, nel cimitero monumentale di Staglieno.
Capolavoro del realismo borghese, è uno dei più simbolici del cimitero genovese. Opera dello scultore Lorenzo Orengo, la statua, riconosciuta come la realizzazione più nota dell'artista, raffigura Caterina Campodonico (nota anche come Cattainin dae reste), la committente dell'opera.

## Storia e descrizione
Caterina Campodonico (1804–1882), nacque in una famiglia povera del quartiere di Portoria, nel 1804. Si era separata pochi anni dopo il matrimonio, vedendosi costretta a versare una ingente somma al marito per abbandono del tetto coniugale. Dopo una vita passata come venditrice ambulante di collane (reste) di nocciole e di canestrelli nei mercati di Genova e dintorni, nel 1880, ammalatasi e notato come i familiari pensassero solamente a spartirsi la futura eredità, decise di spendere i guadagni accumulati in un monumento funebre che commissionò a Lorenzo Orengo.
L'opera venne posizionata nel porticato inferiore del cimitero monumentale di Staglieno vicino a monumenti di famiglie borghesi. L'iscrizione funebre in lingua genovese è opera del poeta dialettale Giambattista Vigo (1844–1891).

## Epigrafe
Quella che segue è l'epigrafe istoriata nel basamento marmoreo. Secondo l'interpretazione comune, basandosi anche dal tozzo di pane che Caterina Campodonico tiene in mano nella statua, con "canestrelli" si intendono "ciambelle" di pane dolce (o i canestrelli di Brugnato), più che gli omonimi dolcetti di pastafrolla.
all’Aeguasanta, a-o Garbo, a San Ceprian

con vento e sô, con ægua zù a tinelli,

A-a maè vecciaia pe asseguaghe un pan.

Fra i pochi sodi, m’ammuggiava quelli

pe tramandame a-o tempo ciù lontan

mentre son viva, e son vea portolianna

Cattainin Campodonico (a paisanna)

In questa màe memoia, se ve piaxe

voiatre che passae pregheme paxe»
all'Acquasanta, al Garbo, a San Cipriano

con vento e sole e con acqua a catinelle

per assicurarmi un pane nella vecchiaia.

Fra i pochi soldi, mettevo via quelli

per tramandarmi nel tempo più remoto

mentre son viva, e son vera portoriana

Caterina Campodonico (la paesana)

In questa mia memoria, se vi piace

voi che passate pregatemi la pace»
(G.B. Vigo)